# Stenhomalus nigerrimus
Stenhomalus nigerrimus är en skalbaggsart som beskrevs av Holzschuh 1999. Stenhomalus nigerrimus ingår i släktet Stenhomalus och familjen långhorningar. Inga underarter finns listade i Catalogue of Life.